# 轻机枪

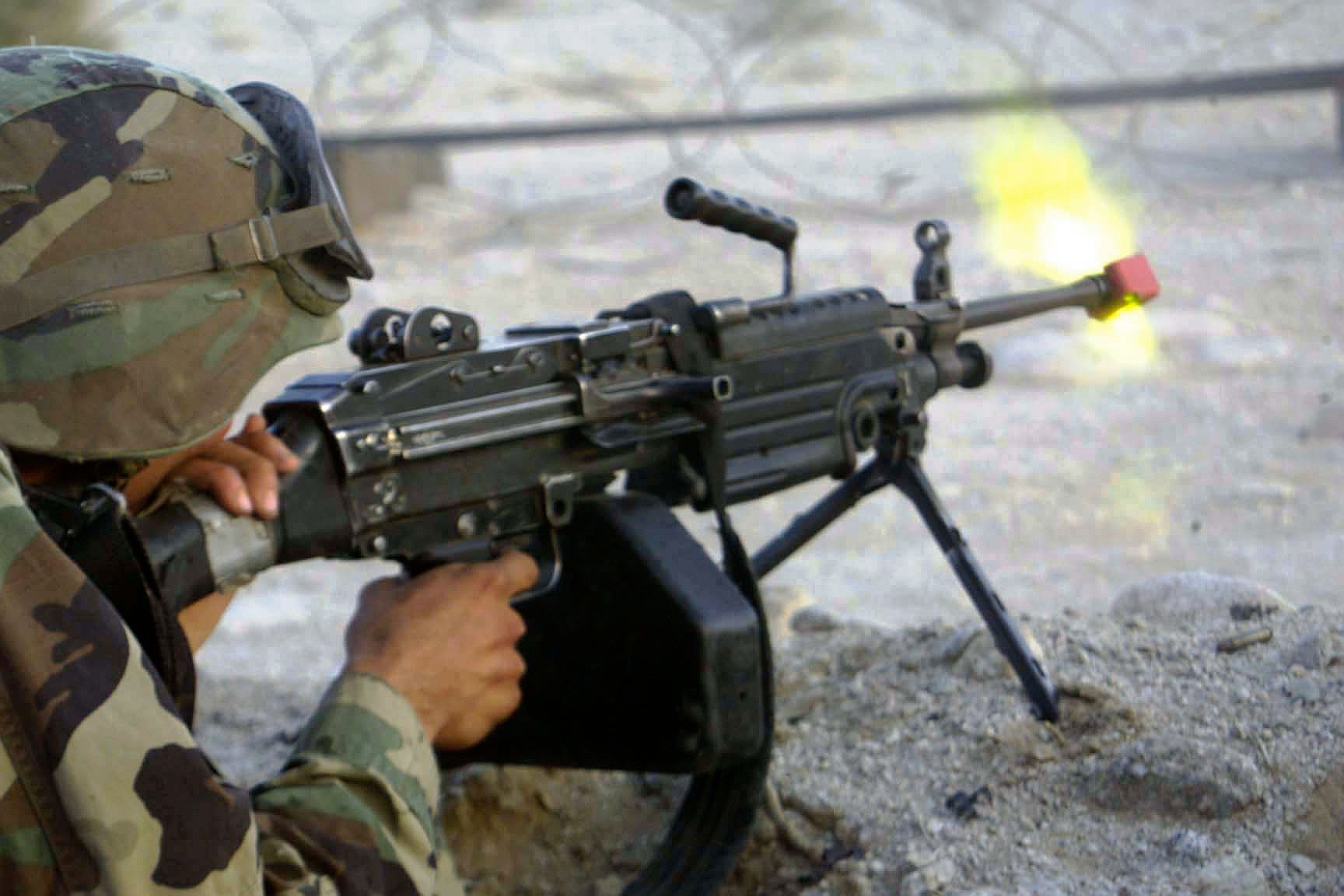
美軍的M249輕機槍。

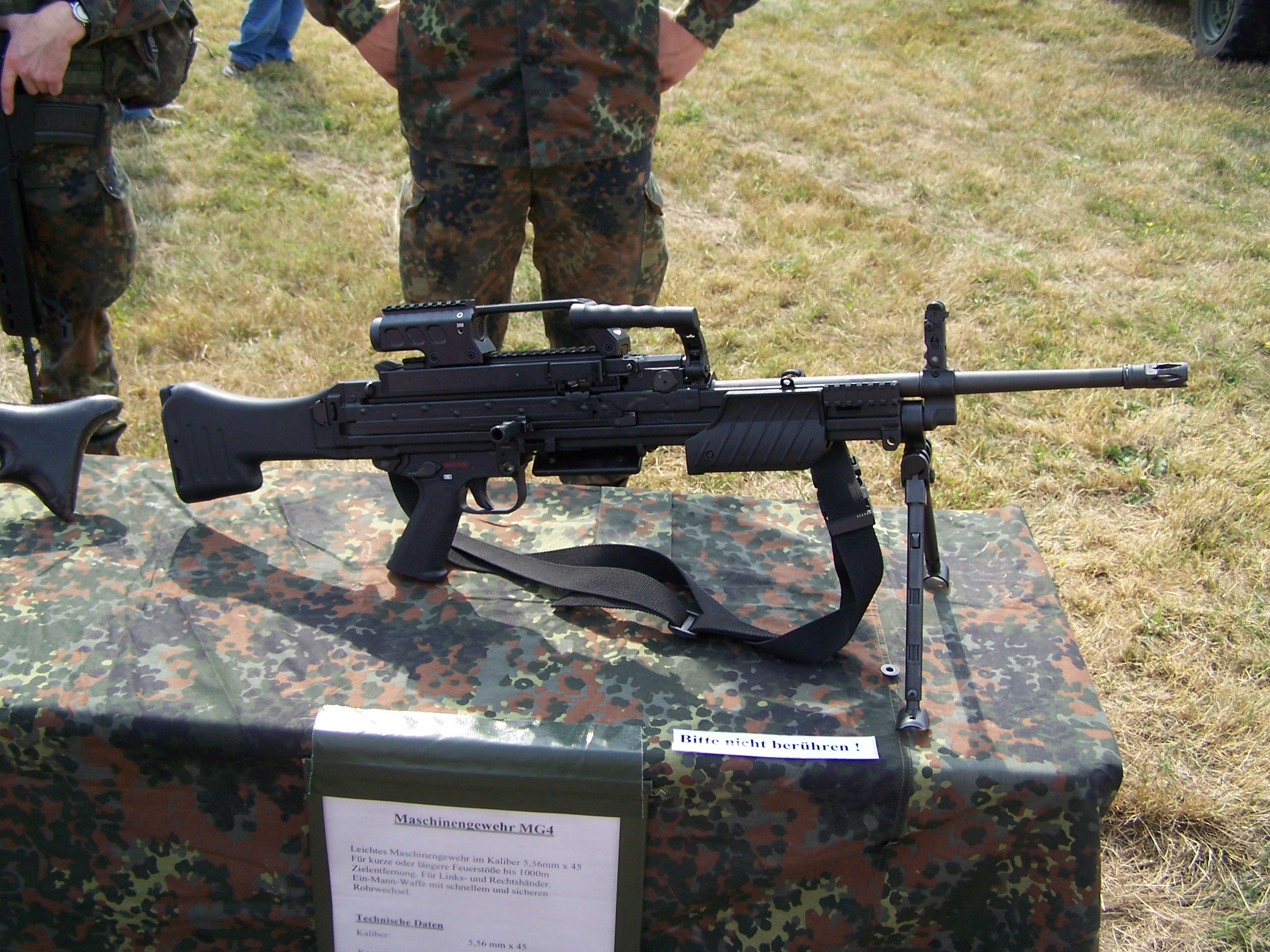
黑克勒-科赫HK MG4。

輕機槍（Light machine gun，簡稱LMG）是相較於通用機槍輕型的一種机枪，可以由一個士兵所操作使用，由於輕機槍一般裝備到步兵分隊或步兵班，有些國家軍隊定位為機槍手。

## 歷史
輕機槍是由十九世紀末和二十世紀初的重管自动步枪發展而來，主要是因為早期的自動步槍使用當時手動步槍和中型機槍相同的彈藥，並且有厚重和長大的槍管，適合高精度和較長時間的連射，其重量在5至10公斤左右，雖然可以單人攜帶，但在第一次世界大战中證明只適合支援持衝鋒槍或散彈槍的隊友突擊，而且早期的自動步槍外形不符合人體工學和無槍口制退器，所以亦不適合作直接突擊，於是被裝上兩腳架專責進攻支援或陣地防衛的任務。
而同時在一次大戰時的路易士機槍（Lewis machine gun）等原定被設計成中型機槍，實踐成功可以陪同輕裝步兵突擊，而產生了把專用的機槍（實際上當時是指重機槍和中型機槍）小型化，使用彈鏈或大型彈鼓供彈，並可以安裝在三腳架上的另一種類型輕機槍。第一款成功的轻机枪設計是丹麥的麥德森輕機槍。

## 輕機槍定義
所謂輕機槍並不是指一些外觀和構造相似的槍械，這個詞語是指槍的大小和用途上定義。符合輕機槍定義的槍械常被分成三種類型。
上文第一種概念的輕機槍現代稱為輕型支援武器(Light Support Weapon)，具有較輕巧和使用普通自動步槍相似的結構而易訓練射手，但一般只可以用彈匣供彈和不能快速更換槍管。第二種現代意義上的輕機槍稱班用自動武器(Squad Automatic Weapon)，是由一戰時的中型機槍和重機槍輕量化而來的，因為有專門連發的設計與用彈鏈供彈，所以威力更大但較難訓練射手。第三種輕機槍便是通用機槍，有專屬條目介紹。
輕機槍通常使用制式步槍相同的彈藥，尤其是中小口徑步槍彈，重量比及通用機槍輕，一般裝有槍托，能全自動射擊及可提供步槍不能做出的支援用途及持久壓制火力，彈匣、彈鼓或彈鏈容量由30發以上至200發，附有兩腳架、重槍管，部分亦可裝在三腳架或固定支架甚至遙控武器系統（RWS）上。
現代輕機槍一般在戰場上作為支援及陣地防衛武器，能夠由單兵攜帶、射擊、佈置等，是单兵武器中火力較強的一種。

## 各國輕機槍年份列表

### 1920年以前
- 麥德森輕機槍（Madsen machine gun）—多种口徑
- MG08/15—7.92×57毫米毛瑟
- MG 15nA—7.92×57毫米毛瑟
- 哈奇开斯M1909轻机枪—.30-06
- Hotchkiss Mk I—.303 British
- 路易士機槍（Lewis machine gun）— .303 British
- Mle 1915（Chauchat）輕機槍型— 8×50毫米Lebel
- 白朗寧自動步槍— .30-06

### 1920年—1950年
- MG30通用機槍—7.92×57mm毛瑟
- MG34通用機槍—7.92×57mm毛瑟
- MG42通用機槍—7.92×57mm毛瑟
- FG42傘兵步槍—7.92×57mm毛瑟

- 大正十一式轻机枪— 6.5×50毫米有坂

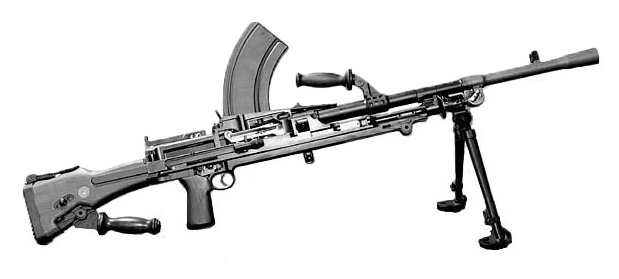
布倫輕機槍

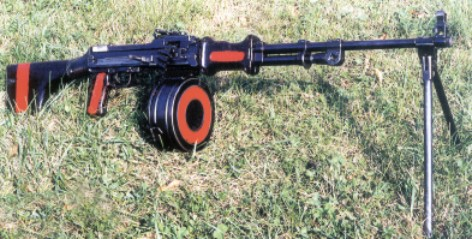
RPD

- 白朗寧Wz. 1928自動步槍—7.92×57毫米
- FM-24、FM-29—7.5×54毫米、7.5×57毫米
- ZB vz.26—7.92×57毫米
- 布倫輕機槍—.303 British、7.62×51毫米
- 維克斯-貝蒂埃機槍—.303 British
- 霍奇克斯M1922輕機槍—7.5×54mm法國步槍彈
- MG35/36—7.92×57毫米毛瑟子彈
- Kg M/40—6.5×55毫米瑞典子彈（英语：6.5×55mm）
- RPD、RPDM、56式— 7.62×39毫米
- 九六式輕機槍—6.5×50毫米有坂
- 九九式輕機槍—7.7×58毫米有坂
- DP輕機槍—7.62×54mmR

### 1950年—1970年

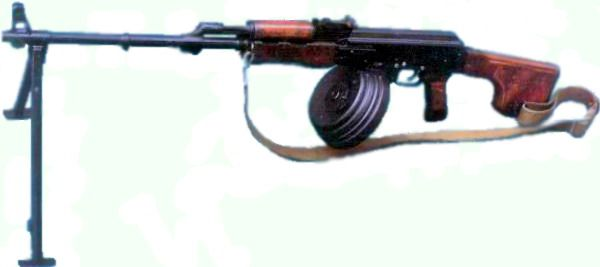
RPK

- RPK、RPKS、RPKM、81式班用機槍— 7.62×39毫米
- FAL50-41—7.62×51毫米
- KK 62—7.62×39毫米
- PK通用機槍
- M60通用機槍
- FN MAG通用機槍
- RP-46輕機槍
- 67式通用機槍

### 1970年—1990年
- FN Minimi—5.56×45毫米
  - M249 SAW—5.56×45毫米
  - 大宇K3輕機槍— 5.56×45毫米
- IMI Negev—5.56×45毫米
- T75班用機槍— 5.56×45毫米
- HK23—5.56×45毫米
- HK13—5.56×45毫米
- HK73—5.56×45毫米
- L86A1 LSW—5.56×45毫米

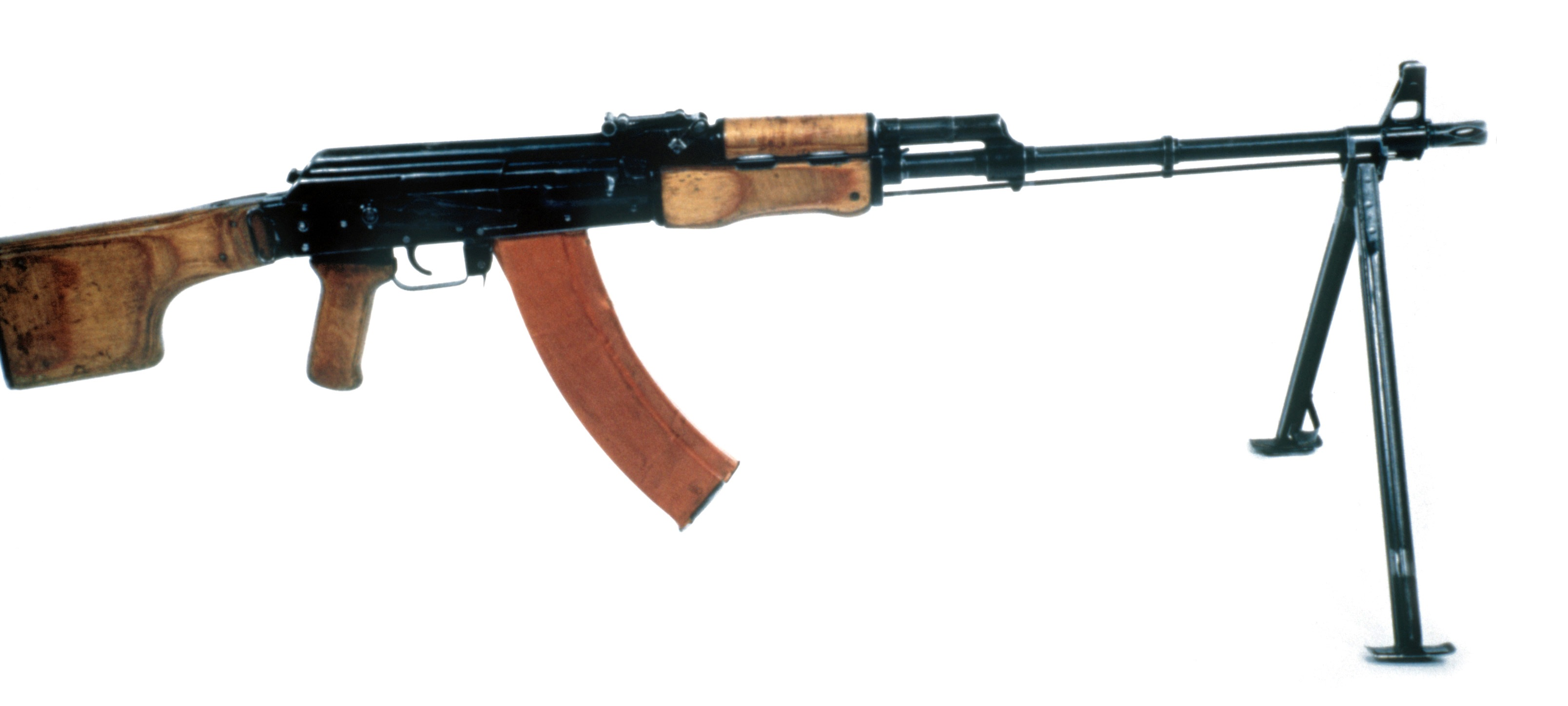
RPK-74

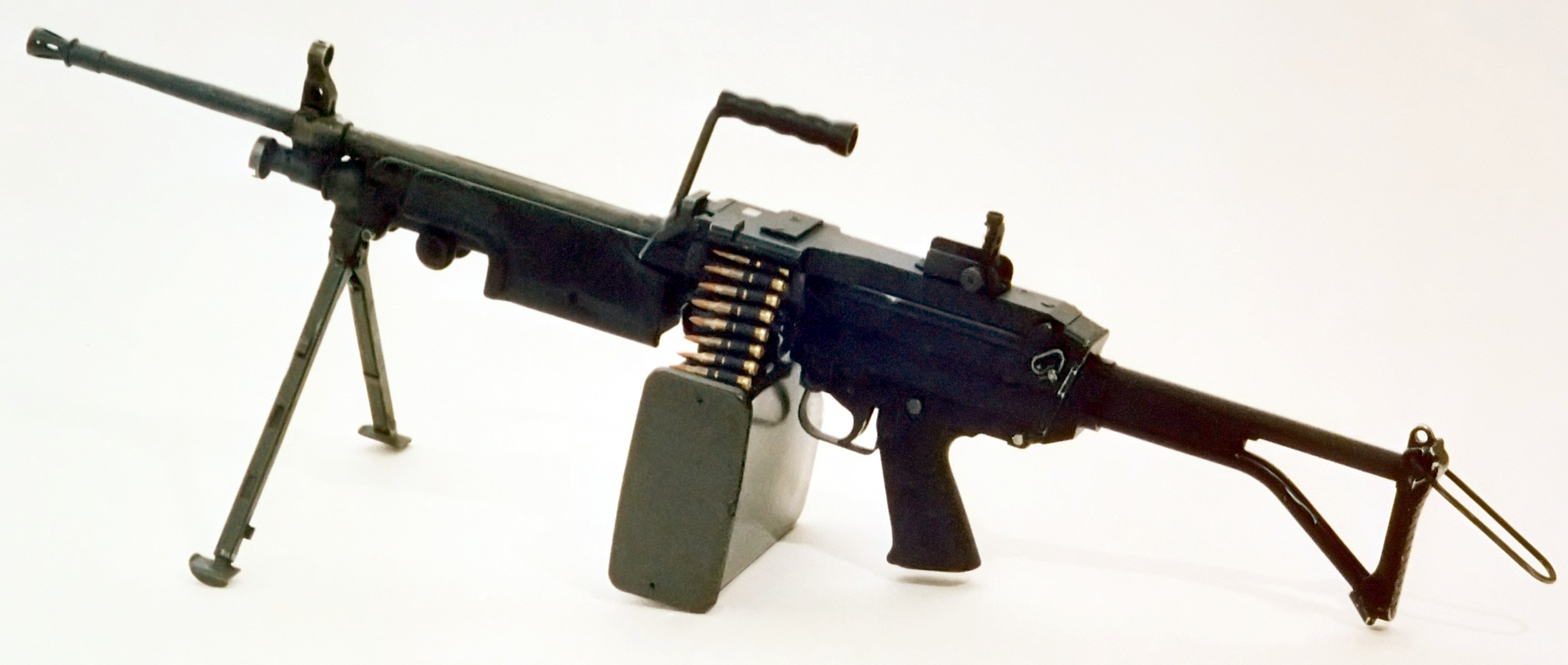
FN Minimi

- RPK-74、RPKS-74、RPK-74M—5.45×39毫米
- 斯太爾AUG LMG—5.56×45毫米
- MG36—5.56×45毫米裝備兩腳架、重槍管、100發C-Mag彈鼓（可改用30發彈匣），參見HK G36
- Ultimax 100—5.56×45毫米
- CETME—5.56×45毫米
- 斯通納63/63A輕機槍— 5.56×45毫米
- 斯通納86輕機槍— 5.56×45毫米

### 1990年—現在
- T75班用機槍—5.56×45毫米
- RPK-201輕機槍—5.56×45毫米
- RPK-203輕機槍—7.62×39毫米

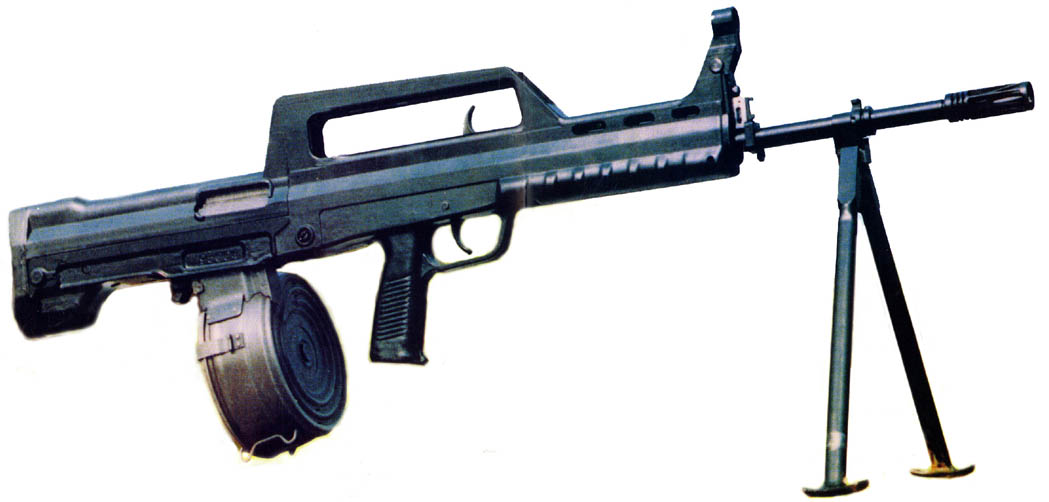
95式班用機槍

- 95式班用機槍—5.8×42毫米（DBP87式槍彈）
- 阿瑞斯伯勞鳥5.56輕機槍—5.56×45毫米
- GatMalite—5.56×45毫米
- Kbkm wz. 2003—5.56×45毫米
- HK MG4—5.56×45毫米
- HK M27 IAR—5.56×45毫米
- LSAT輕機槍—5.56×45毫米塑料彈殼埋頭式彈藥（英语：Telescoped ammunition）、LSAT無殼彈藥（英语：LSAT caseless ammunition）
- RPK-16—5.45×39毫米
- XM250輕機槍—6.8×51毫米（英语：.277 Fury）